# Гейтуст
Гейтуст (норв. geitost или gjetost, ekte geitost, «козий сыр») — норвежский полутвёрдый брюнуст (коричневый сыр), изготавливаемый из козьего молока. Сыр имеет сладкий, карамельный вкус и коричневатый цвет. Приготавливается не из сливок, а из сыворотки. Сыворотку кипятят, содержащиеся в молоке сахара карамелизируются и сыр приобретает характерные вкус и цвет. Схожим способом из коровьего молока изготавливается Гудбрандсдалсуст.